# Fuinha-de-faces-vermelhas
Fuinha-de-faces-vermelhas ou fuinha-de-faces-ruivas (Cisticola erythrops) é uma espécie de ave da família Cisticolidae.
Pode ser encontrada nos seguintes países: Angola, Benin, Botswana, Burkina Faso, Burundi, Camarões, República Centro-Africana, República do Congo, República Democrática do Congo, Costa do Marfim, Etiópia, Gabão, Gâmbia, Gana, Guiné, Quénia, Libéria, Malawi, Mali, Mauritânia, Moçambique, Namíbia, Nigéria, Ruanda, Senegal, Serra Leoa, África do Sul, Sudão, Essuatíni, Tanzânia, Togo, Uganda, Zâmbia e Zimbabwe.
Os seus habitats naturais são: campos de gramíneas de baixa altitude subtropicais ou tropicais sazonalmente húmidos ou inundados e pântanos.

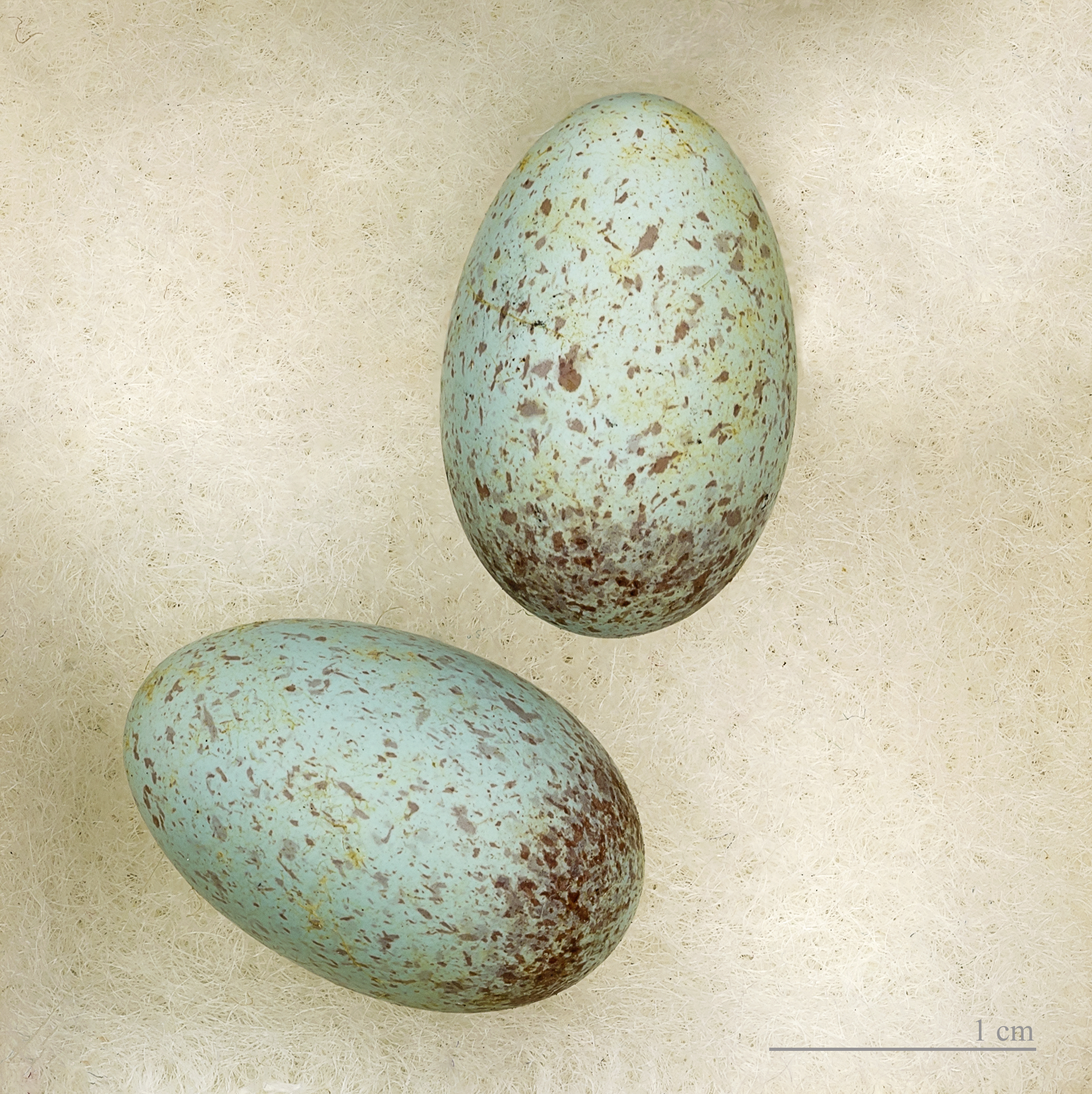
Cisticola erythrops
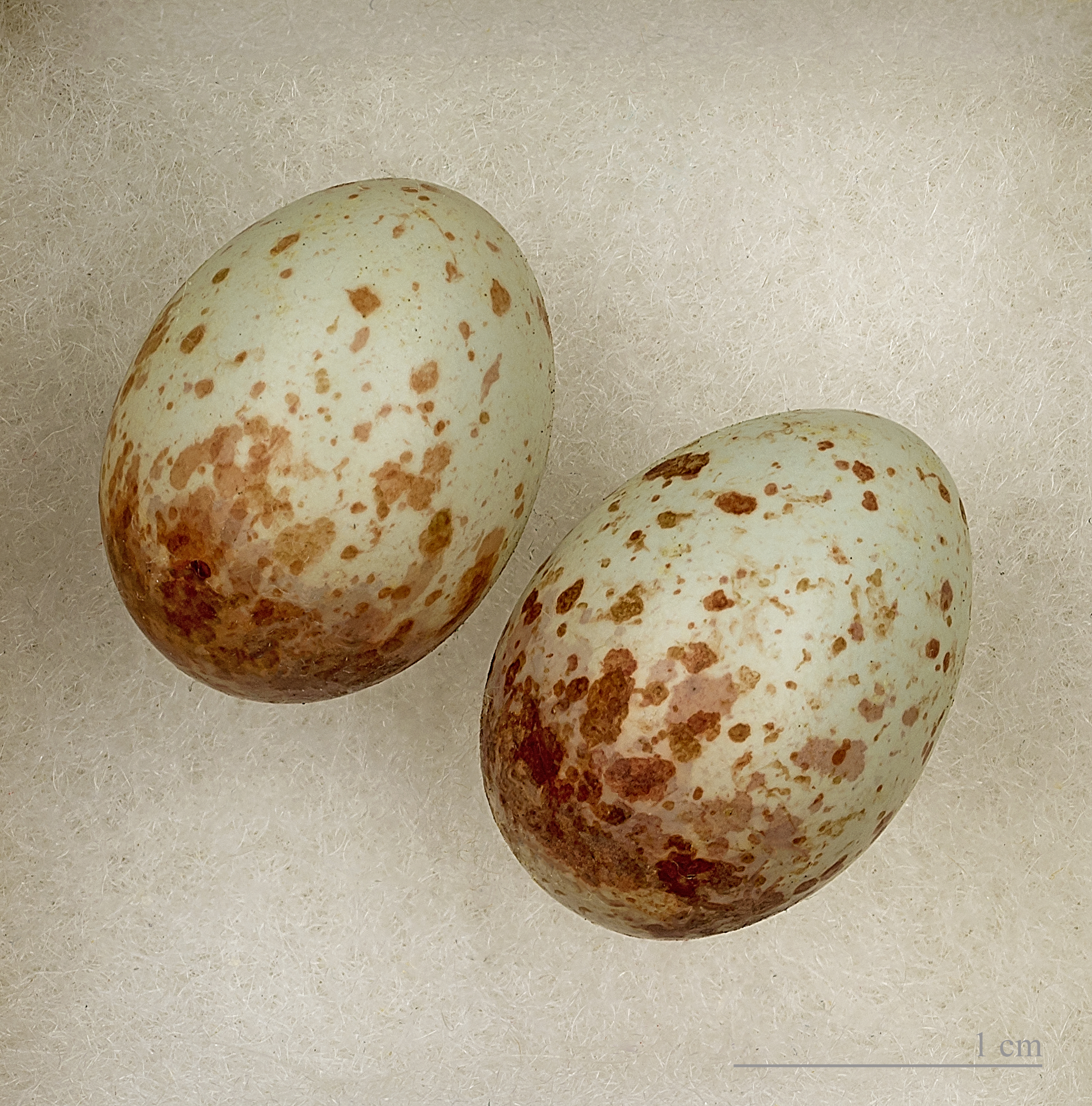
Cisticola erythrops sylvia